# Mazhiqi-moskén
Mazhiqi-moskén är en moské i ruiner belägen i byn Mazhiq i Shala e Bajgorës-regionen norr om Mitrovica, Kosovo. Regionen har alltid varit känt för sina natur-och jordbrukstillgångar och efter osmanernas erövring av Kosovo byggdes moskén i mitten av 1500-talet. I slutet av 1500-talet hade regionen 21 muslimska hushåll. Enligt turkiska källor byggdes moskén av arkitekten Maslihuddin Abdul-Gani. Idag ligger moskén i ruiner och används inte mer som böneplats.

## Galleri

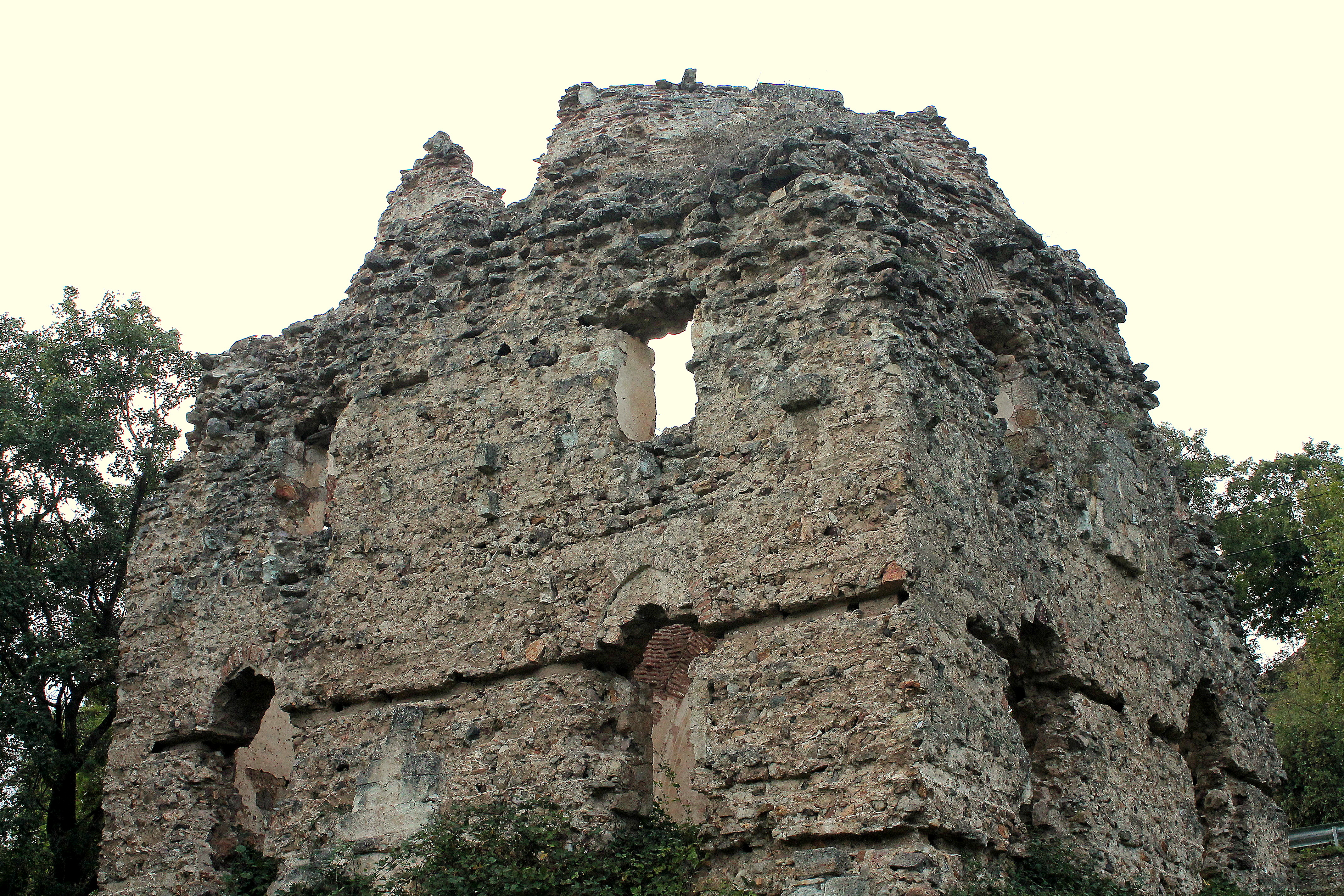
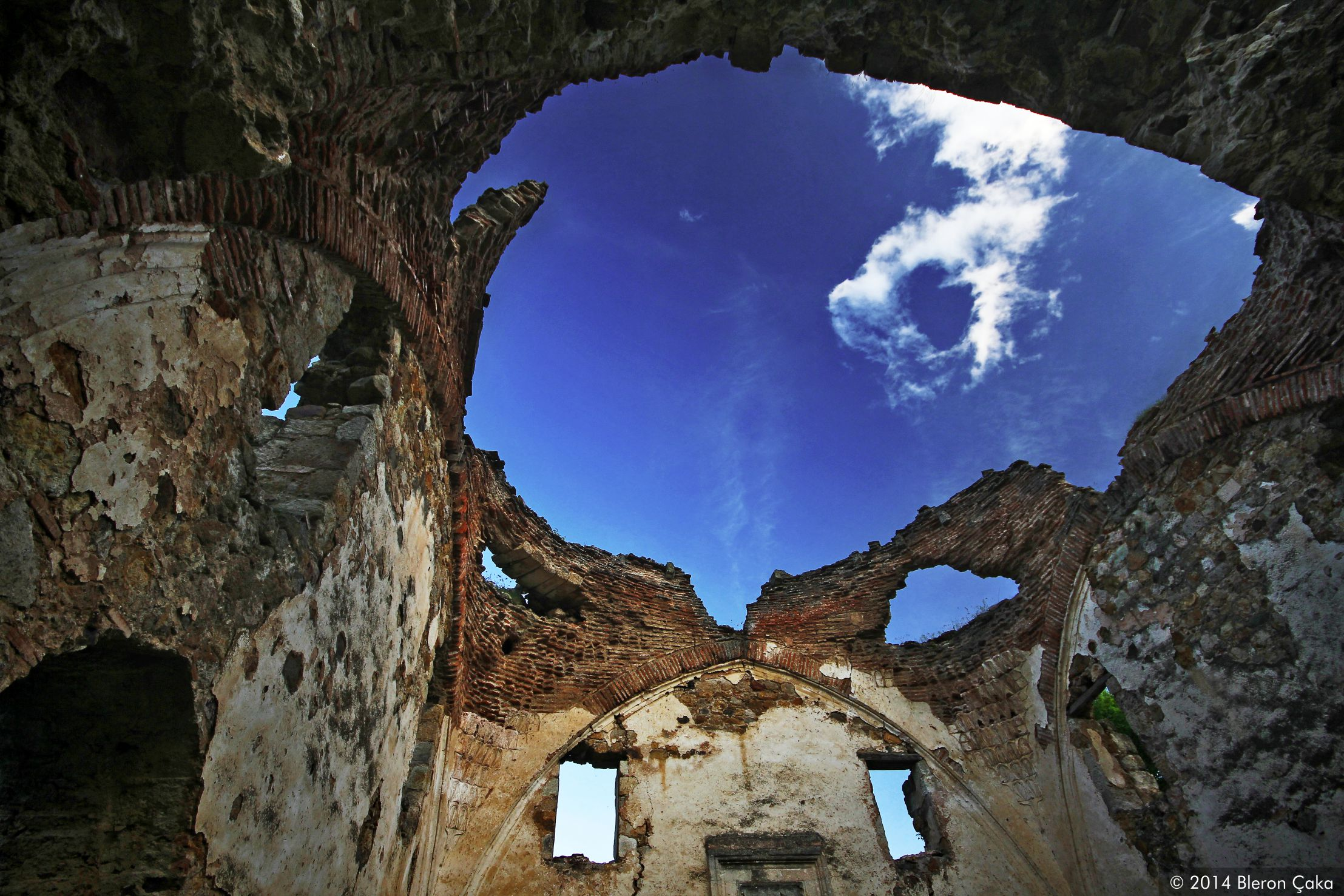
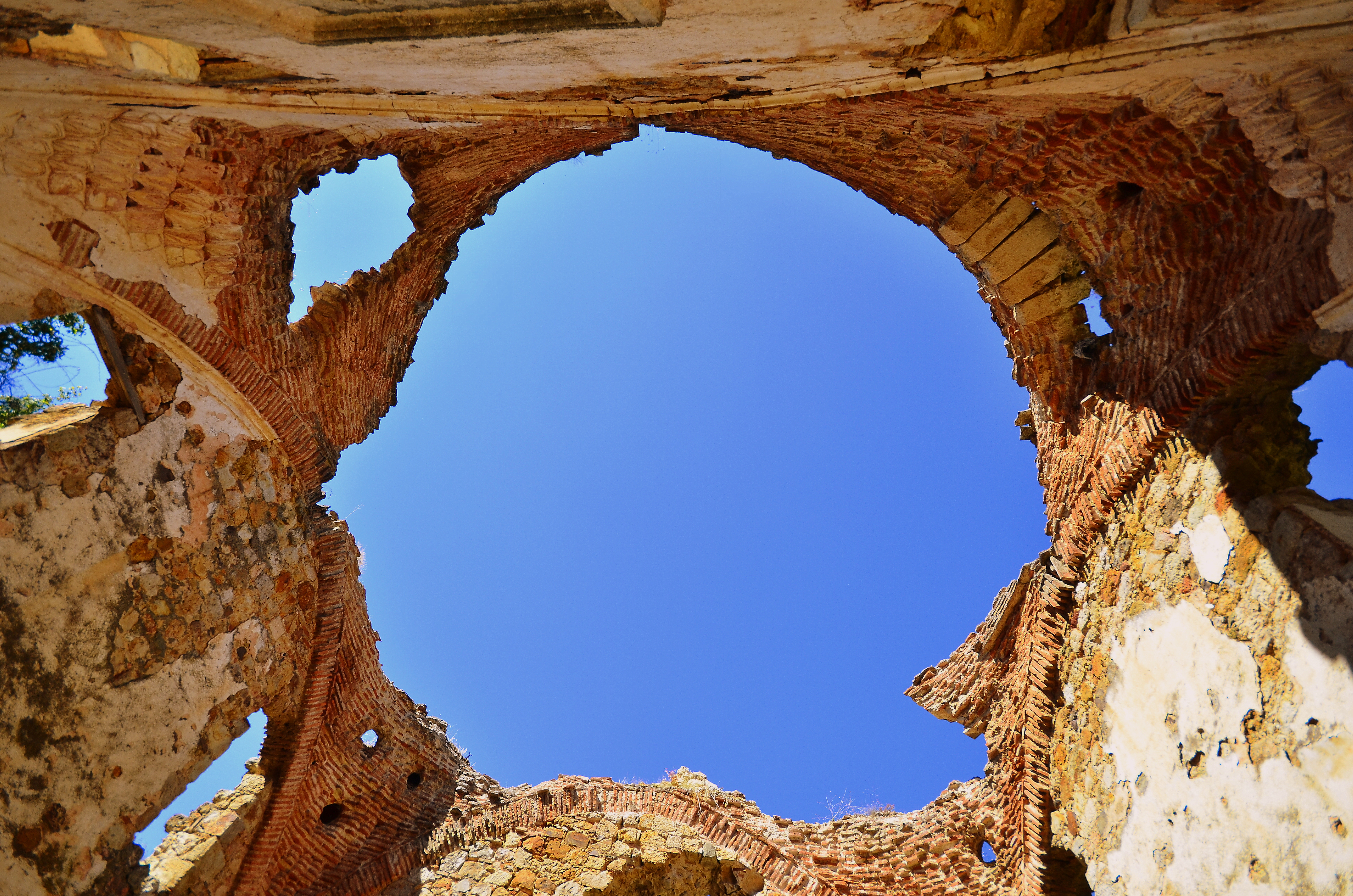
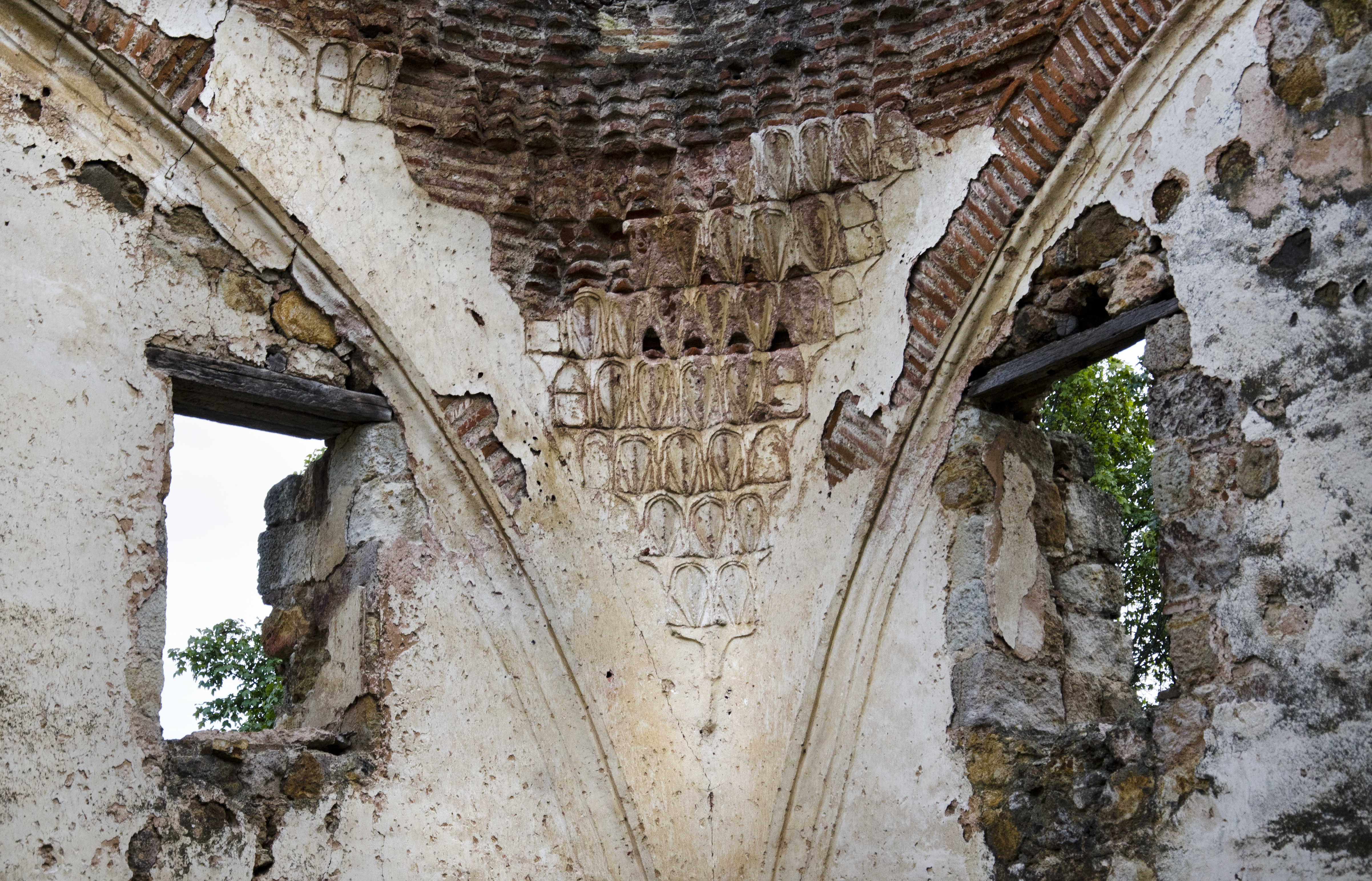
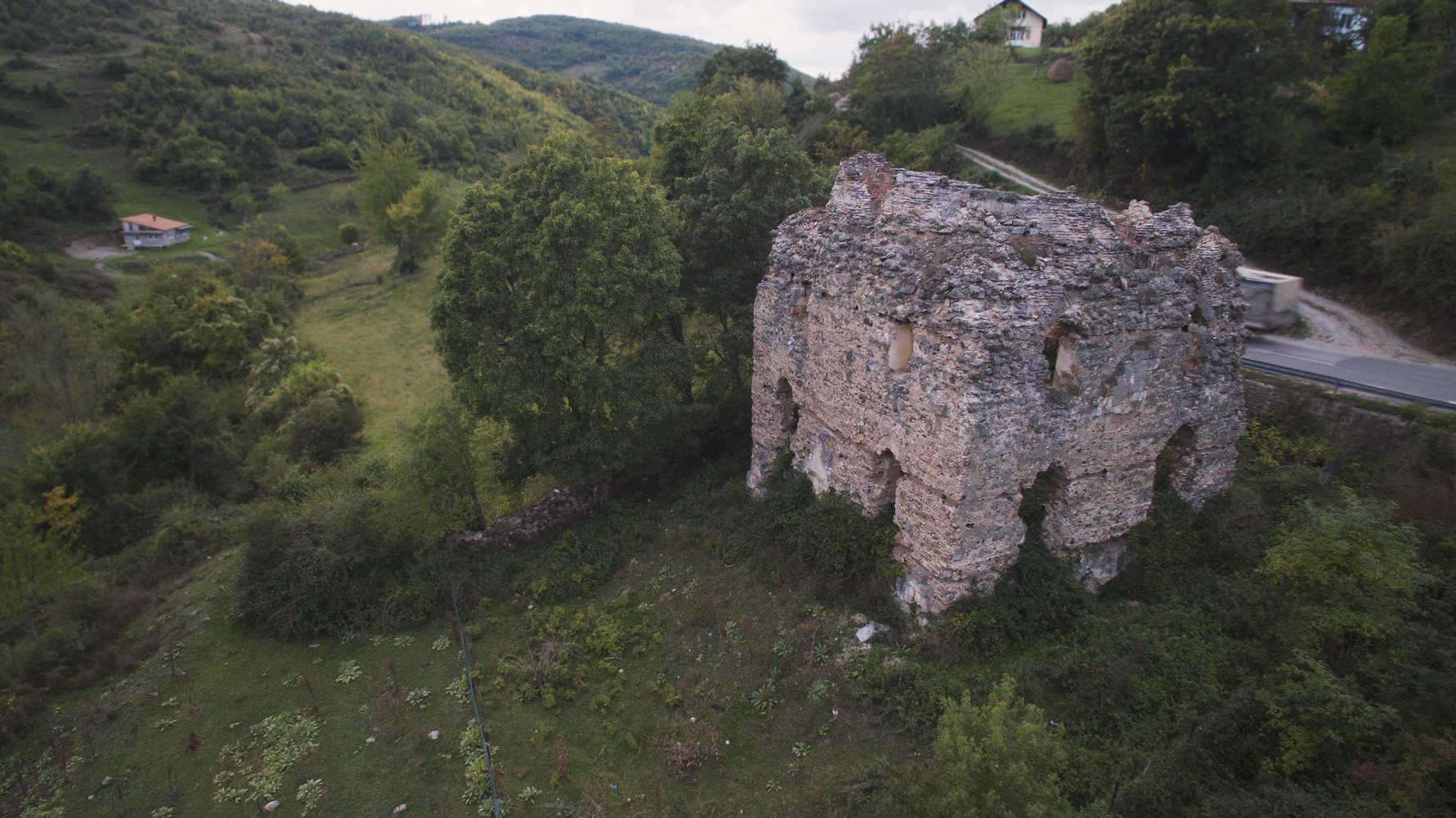
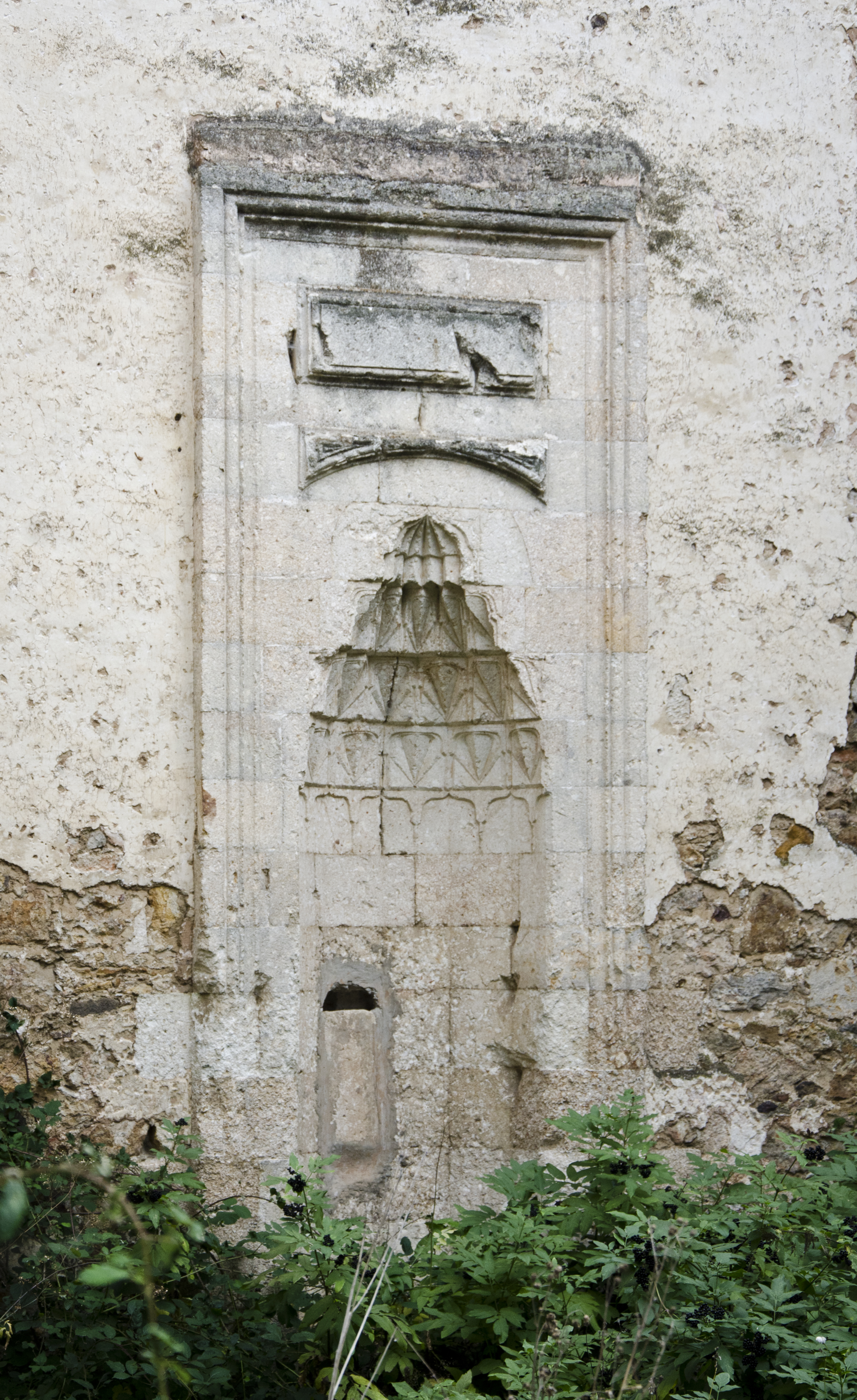